# Biblioteca di Königsberg

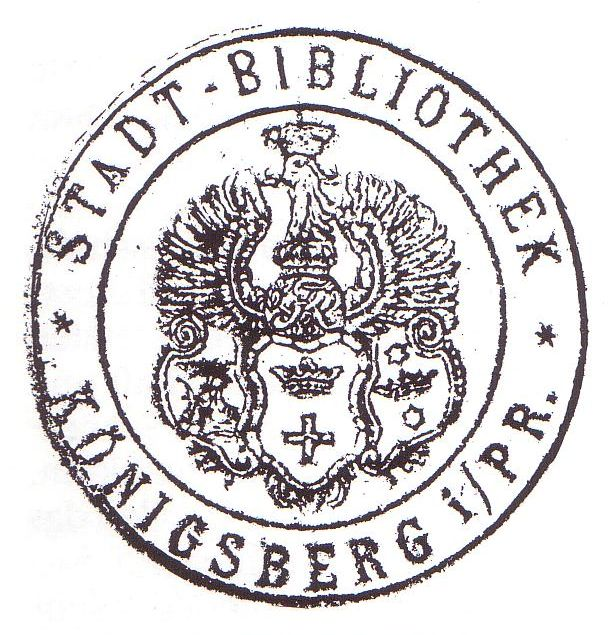
Logo della biblioteca

La biblioteca di Königsberg (in tedesco: Stadtbibliothek Königsberg) era una biblioteca pubblica a Königsberg, in Germania.

## Storia
La biblioteca si sviluppò dalla collezione personale di Johannes Poliander, che la donò al consiglio comunale di Altstadt nel 1541. J. Lomoller donò 300 opere prevalentemente legali nel 1594. Inizialmente la sua sede era in una casa per poveri di Altstadt costruita nel 1628. Successivamente si aggiunse anche la collezione del vice sindaco Heinrich Bartsch (1627-1702). Suo figlio, Heinrich Bartsch Jr., fu bibliotecario nel 1714, rese pubblica la collezione nel 1718 e aggiunse la propria raccolta biblica. I primi bibliotecari erano Johann Jakob Quandt e Gottlieb Siegfried Bayer.
La biblioteca passò dalla casa dei poveri alla scuola latina di Altstadt nel 1737 e poi al municipio di Altstadt nel 1773. Nel 1810 si trasferì nella Königshaus a Neue Sorge, che ospitava allo stesso tempo le biblioteche reali e universitarie. Theodor Gottlieb von Hippel il Giovane donò un'altra collezione nel 1837.

### Nel XX secolo e rifondazione
Nella seconda metà del XIX secolo, la biblioteca pubblica era disorganizzata e in difficoltà finanziarie. Si trasferì nel vecchio campus dell'Università di Königsberg a Kneiphof nel 1875 e fu amministrato da August Wittich dal 1875 al 1897. Quando il magistrato prese in considerazione la chiusura della biblioteca, Wittich si concentrò sulla riorganizzazione della biblioteca e l'assunzione di un capo bibliotecario, Ernst Seraphim. Dopo la morte di Wittich nel 1897 Seraphim rifondò la biblioteca e fece ricostruire la biblioteca. Rudolf Reicke donò 2.150 volumi alla biblioteca nel 1907. Due anni dopo Seraphim e la biblioteca iniziarono a pubblicare sette volumi di pubblicazioni scientifiche con il titolo Mitteilungen.

### Distruzione
I direttori della biblioteca comprendevano il pastore Michael Lilienthal (1728-1748), Christian Jakob Kraus (1786 - 1804), Friedrich Adolf Meckelburg (1844-1875), August Wittich (1875-1897), Ernst Seraphim (dal 1900), Christian Krollmann (dal 1923) e Fritz Gause (del 1938). Nel 1939 la biblioteca conteneva 106.000 volumi. La biblioteca pubblica di Königsberg fu distrutta nell'agosto del 1944 durante il bombardamento di Königsberg nella seconda guerra mondiale.